# Jodła koreańska

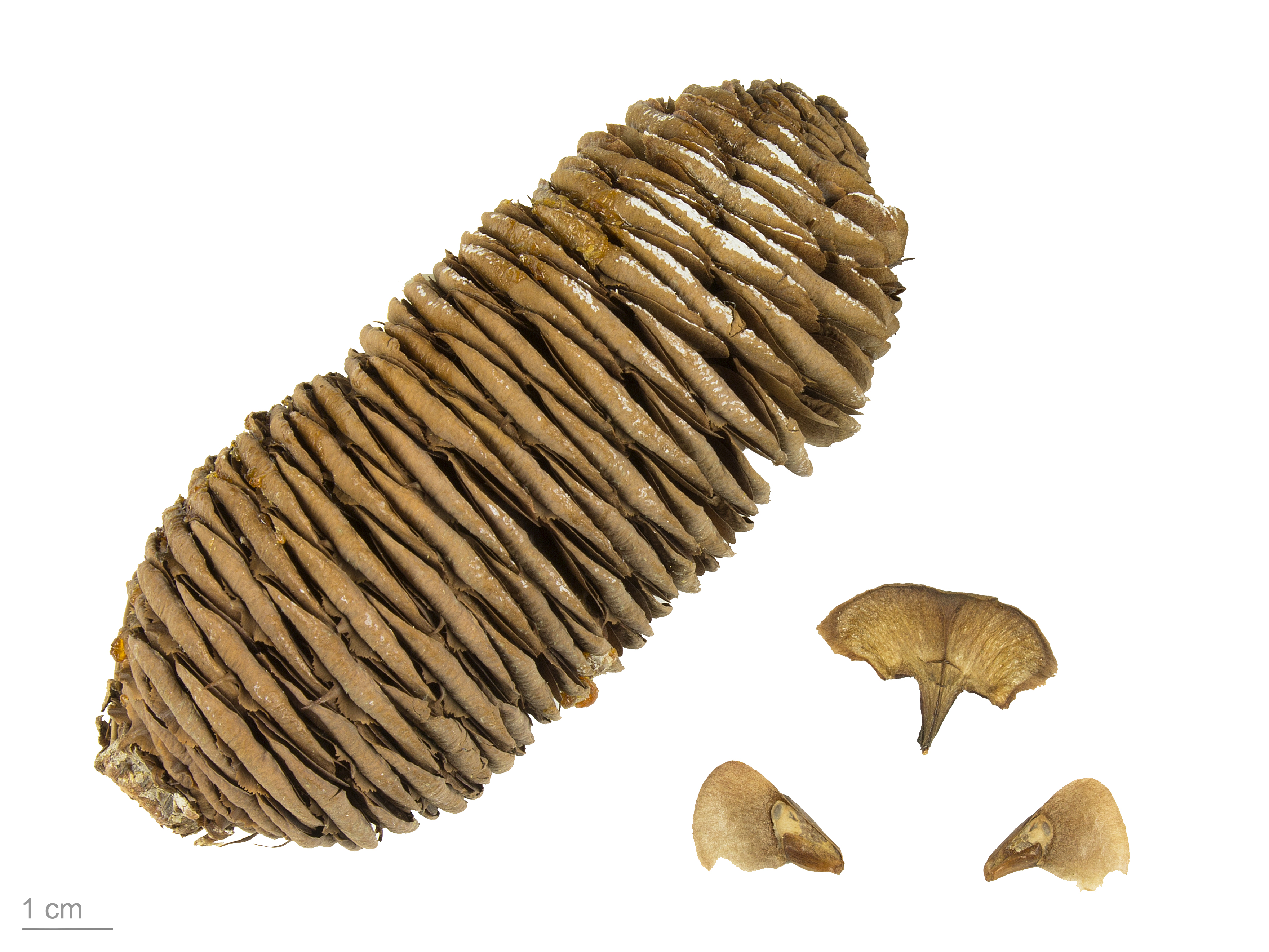
Szyszka i nasiona

Jodła koreańska (łac. Abies koreana, kor. 구상나무, Kusang namu) – gatunek wiecznie zielonego drzewa należący do rodziny sosnowatych, pochodzący z górzystych terenów Półwyspu Koreańskiego (wraz z wyspą Czedżu).

## Morfologia
PokrójStożkowaty.
PieńPo 10 latach osiąga 4–5 m wysokości i około 1,5 m szerokości a dorasta do 10–18 m wysokości i ponad 0,7 m średnicy. Na granicy drzew jest mniejsza i czasami krzewiasta.
KoraKora barwy szaro-brązowej jest gładka i występują na niej "pęcherze" żywiczne.
LiściePłaskie igły o długości 1–2 cm, szerokości 2–2,5 mm oraz grubości 0,5 mm. Na pędach ułożone promieniście otaczają gałązkę, od góry ciemnozielone, od spodu biaława (kredowo biała).
KwiatyKwiaty męskie czerwonobrązowe, pokryte żywicą, wyrastające gęsto na pędach bocznych. Kwiaty żeńskie ciemnoczerwone lub purpurowe.
SzyszkiDo 7 cm długości, z fioletowym nalotem. Na gałęziach pojawiają się już po kilku latach od posadzenia drzewa. Po dojrzeniu rozsypują się.
Gatunki podobneJodła Arnolda (Abies x arnoldiana).

## Biologia i ekologia
Występuje na obszarach położonych na wysokościach od 1000 do 1900 metrów w umiarkowanym lesie deszczowym, z wilgotnym i chłodnym latem (z częstymi opadami deszczu) oraz z zimą z intensywnymi opadami śniegu. Na naturalnych terenach występowania obserwuje się spadek liczebności populacji.

## Zastosowanie
Roślina ozdobna. Posiada efektowny, stożkowaty kształt i dlatego dobrze prezentuje się jako pojedynczy okaz (soliter).

## Uprawa
Roślina, która wymaga lekko kwaśnej, wilgotnej i zasobnej w składniki pokarmowe gleby. Najlepiej rośnie na pół cienistych lub słonecznych miejscach. Roślina wytrzymała na mróz (nawet na surowe zimy), stosunkowo odporna na niekorzystne warunki przez co staje się łatwa w uprawie.